# 新抚区
新抚区是辽宁省抚顺市下辖的一个市辖区。是抚顺政治、经济、文化、交通的中心。區人民政府駐迎賓路3號。

## 行政区划
新抚区下辖6个街道办事处、1个乡：
站前街道、福民街道、新抚街道、榆林街道、永安台街道、刘山街道和千金乡。

## 人口
根據第七次人口普查數據，截至2020年11月1日零時，新撫區常住人口為222984人。

## 商业中心
东三路步行街

### 大型商场
- 百货大楼
- 商海
- 商业城
- 罕王百貨（前身為罕王商場）
- 三联
- 地下

## 学校
- 民主小学
- 抚顺市第五十中学
- 北台小学
- 南台小学
- 抚顺高等师范专科学校
- 矿务局卫校

## 主要单位
抚顺矿务局、抚顺矿务局医院